# Too Much Johnson (film fra 1919)
Too Much Johnson er en amerikansk stumfilm fra 1919 af Donald Crisp.

## Medvirkende
- Bryant Washburn som Augustus Billings
- Lois Wilson
- Adele Farrington
- Clarence Geldart som Joseph Johnson
- Monte Blue som Billy Lounsberry